# 中英語クレオール仮説
中英語クレオール仮説（ちゅうえいごクレオールかせつ）は、英語がクレオール言語であるという仮説である。
中英語は古英語の直接の子孫であるが、両者が大きく異なることから、英語はノルマン・コンクエストの時代にクレオール化したのではないかという指摘はかねてから存在した。クレオール仮説が C. Bailey と K. Maroldt により学説として最初に提唱されたのは1977年であり、以来学界では支持者と反対者の対立が続いている。クレオール仮説には、古英語と混淆したのがどの言語なのかに関して複数の学説が存在する（古英語とアングロ＝ノルマン語/古英語と古ノルド語/古英語とケルト諸語）が、クレオール化は複数回発生し、そのつど文法も単純化していったとする説もある。
中英語をクレオールとみなす提案は、古英語から中英語へ変化したとき、名詞・動詞の語形変化が極端に簡略化したことに発している。名詞の曲用（性・数・格による活用）は一律な活用に単純化され、動詞の活用（法・時制・人称などによる活用）も元来の規則の多くが失われた。強変化動詞（不規則動詞）は多くが弱変化動詞（規則動詞）と同様に扱われるようになり、接続法（仮定法）はあまり用いられなくなった。統辞法も、語順がより固定化され、単純なものとなった。こうした文法上の単純化は、ピジン言語やクレオール言語といった接触言語に観察されるものに近い。接触言語では、元となる2つの言語のうちどちらかの活用体系が失われるか、劇的に簡単なものとなるのが普通である。英語の場合、多数の不規則動詞を残していることから（283語）、クレオールではないとされることも多い。
中英語が（属格以外で格の変化形が消滅したことなど）文法面で古英語から変化したことは確かである。アクセント位置が固定され、アクセントのない母音がシュワーに弱化したことがこの変化に寄与した。ただし、アクセント位置の固定と母音の縮減はゲルマン諸語に共通してみられ、格の消滅はすでに古英語の時代に進行していた（強変化男性名詞で主格と対格が同形になるなど）ため、中英語で名詞の活用が単純化したことはクレオール化とは無関係の原因による可能性がある。その場合でもクレオール化現象は文法の変化を早めたかもしれない。

## 中英語へのフランス語の影響
英語にはフランス語やノルマン語からの借用語が多数存在するが、それらの借用語の多くは14世紀に英語に入ったものである。英語がイングランドの公用語の地位をフランス語から奪還したのは1362年、エドワード3世の時代であり、1066年のノルマン・コンクエスト以来はじめて議会で英語が用いられた。
とはいえノルマン・コンクエストによって失われた土着のアングロ・サクソン語（古英語）の単語は多くは甦ることはなかった。実際、中英語期の終わりには、古英語の語彙全体の80%にのぼる単語が使われなくなっていた。もっとも古ノルド語からの借用のうちで最も目を惹くものである代名詞は、クレオール化によってもたらされたものとすることはできない。この借用は hiem と him の類似などによるもののようである。
現代英語の複数形で最も一般的な形 (-s/-es) は、古英語の男性名詞主格・対格複数形 (-as) に由来するが、もっぱらこの複数形が用いられるのはフランス語の影響によるものかもしれない。他のゲルマン語では、規則的な変化をする名詞で、1パターンしか複数形がないということはないためである（オランダ語とアフリカーンス語で2種類、ドイツ語とスウェーデン語では5種類で、定義によってはさらに増える）。
フランス語は英語の発音にも影響を及ぼしている。古英語には [f]、[s]、[θ]、[ʃ] といった無声摩擦音が存在したが、フランス語の影響によってそれらの有声化した [v]、[z]、[ð]、[ʒ] が英語の子音として成立した。また、二重母音 [ɔj] もフランス語の影響によってできたものである。当時、おおまかにいって貴族はフランス語を話し、農民は英語を話したが、上下の両階級が異なる言語を用いていたことで、多くの語彙についてラテン語系の高級語彙とゲルマン語系の下級語彙という組み合わせが成立した。